# آب‌انبار کهنه
آب‌انبار کهنه از آثار تاریخی مربوط به دوره قاجار تا دوره پهلوی است که در اردکان، بلوار آیت ا خامنه‌ای، خیابان میرداماد، کوچه برج علی بیگ واقع شده است. این اثر در تاریخ ۲۶ اسفند ۱۳۸۶ با شمارهٔ ثبت ۲۲۱۱۸ به‌عنوان یکی از آثار ملی ایران به ثبت رسیده است.